# Machalí
Machalí este un oraș și comună din provincia Cachapoal, regiunea O'Higgins, Chile, cu o populație de 42.572 locuitori (2012) și o suprafață de 2586 km2.